# Aéroport international de Kuching
Pour les articles homonymes, voir KCH.
L'aéroport international de Kuching (code IATA : KCH • code OACI : WBGG) est un aéroport international desservant la zone de Sarawak en Malaisie, situé à onze kilomètres au sud de Kuching. L'aéroport partage sa piste avec la base aérienne de Kuching de la Royal Malaysian Air Force (RMAF), qui accueille le 7e escadron de la RMAF.
Le terminal de l'aéroport est capable d’accueillir 5 millions de passagers par an, ce qui en fait le quatrième aéroport le plus fréquenté de Malaisie. C'est le hub secondaire de la Malaysia Airlines.

## Situation
| Alor · Setar Ba'kelalan Bario Bintulu Ipoh Johor Bahru Kerteh Kota Bharu Kota · Kinabalu Kuala · Lumpur Kuala Terengganu Kuantan Kuching Kudat Labuan Lahad Datu Langkawi Lawas Limbang Long · Akah Long · Banga Long Lellang Long · Seridan Malacca Marudi Miri Mukah Mulu Pulau · Pangkor Penang Pulau Redang Sandakan Sibu Subang Tanjung · Manis Tawau |

## Histoire
L'aéroport fut construit par le Gouvernement Britannique de Sarawak durant les années 1940, et ouvert au public le 26 septembre 1950. Il consistait en un terminal en forme de "L", un bâtiment destiné au cargo, une base de pompiers, une tour de contrôle, une station météorologique et une piste de 1 372 mètres de long et de 46 mètres de large.
L'aéroport international de Kuching est ainsi devenu la porte d'entrée de Sarawak, de Brunei et de Bornéo Nord (aujourd'hui Sabah), grâce à un vol hebdomadaire d'un Douglas Dakota partant de Singapour. En 1959, la piste fut étendue à 1 555 mètres pour accueillir des Vickers Viscount, et passa à 1 921 mètres en 1962 pour recevoir des DeHavilland Comet-4. Le terminal fut agrandi la même année. La Malayan Airways Limited assurait d'un côté la liaison vers Singapour, et de l'autre Brunei et Bornéo.
En 1971, le Gouvernement Malaisien (Sarawak a rejoint la fédération de Malaisie le 16 novembre 1963) engage une équipe de consultants Canadiens pour établir un plan d'étude de l'Aéroport international de Kuching. Le gouvernement accepte ainsi ses recommandations en décembre 1972, à savoir:
- L'agrandissement de la piste existante afin d'accueillir des appareils plus puissants
- La construction d'un nouveau terminal au nord de la piste.

Les travaux d'agrandissement de la piste à 2 454 mètres ont débuté en 1973 et ont été achevés en 1976, et ont permis l'accueil de Boeing 707. La construction du terminal, quant à elle, démarra en 1978 pour s'achever en juillet 1983.
L'aéroport a ainsi progressivement pris de l'ampleur, en accueillant un nombre grandissants de compagnies aériennes (Singapore Airlines, Royal Brunei Airlines, Malaysia Airlines, MasWings, Air Asia et Malindo Air) et de passagers, à tel point qu'un nouveau terminal a du être construit dès le début des années 2000, inauguré le 16 janvier 2006.

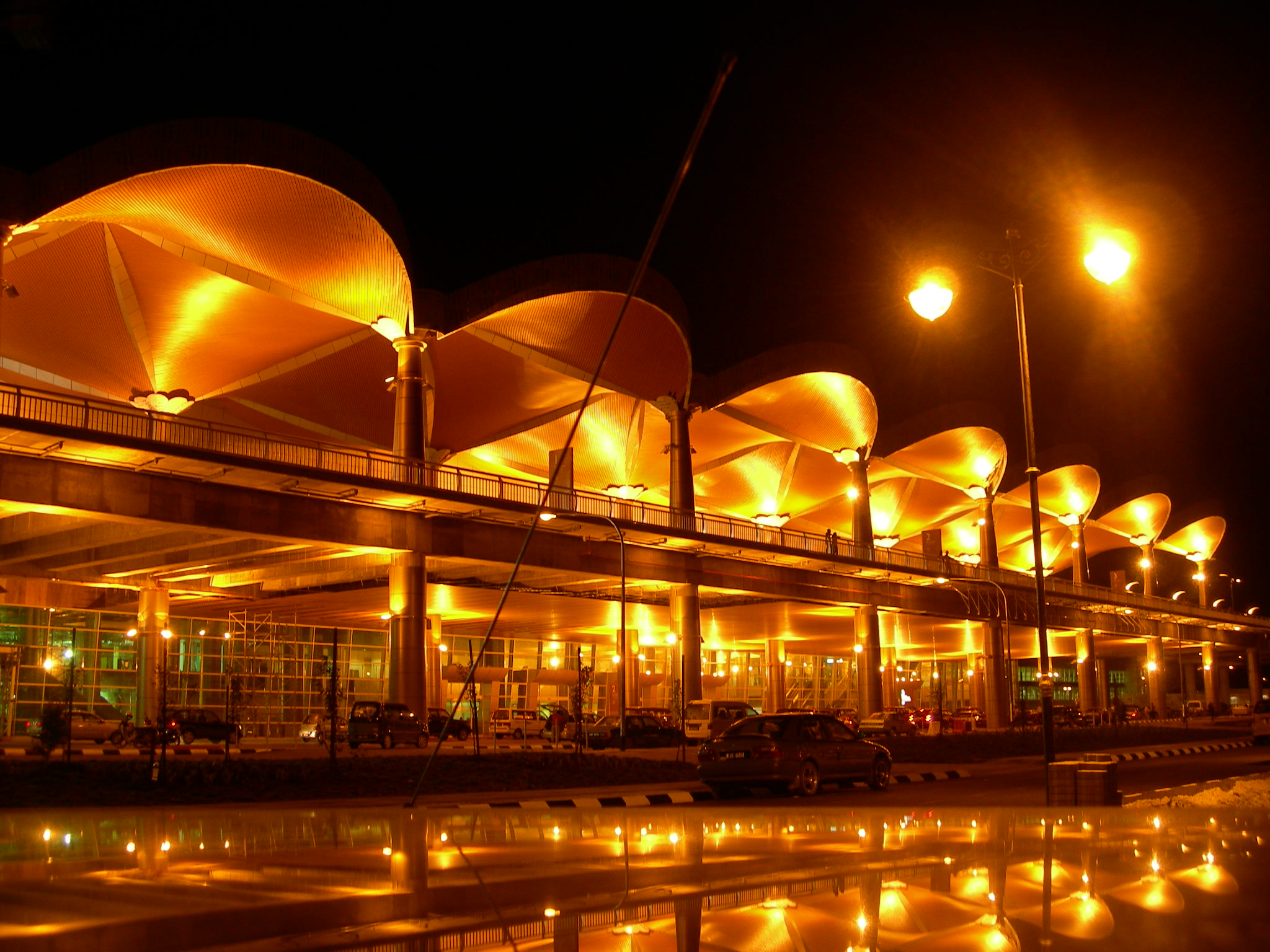
Aéroport international de Kuching de nuit.

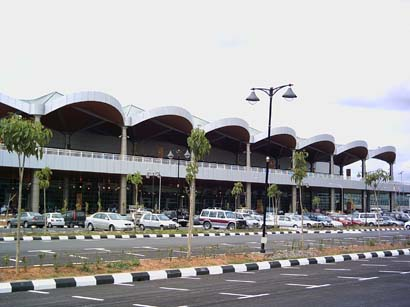
Terminal de l'aéroport.

L'aéroport est aujourd'hui capable d'accueillir des Boeing 747-400 ou des Airbus A380-800, avec un terminal flambant neuf de 46 000 m2.

## Projets
L'ancien Premier Ministre de Sarawak, Pehin Sri Haji Abdul Taib Mahmud, souhaitait attirer de nouvelles compagnies aériennes étrangères à Kuching pour développer le tourisme à Sarawak. La compagnie Tiger Airways de Singapour a été la première à y répondre.
AirAsia doit elle introduire des vols réguliers depuis Kuching à Bangkok, Jakarta, Macau, Manille et Perth. Le gouvernement espère également des lignes vers Hong Kong, Taipei, Kaohsiung et Seoul.

## Compagnies et destinations
| Compagnies                           | Destinations |
| ------------------------------------ | --- |
| AirAsia                              | Bintulu, Johor Bahru-Senai, Kota Bharu, Kota Kinabalu, Kuala Lumpur, Langkawi (suspendu) , Miri, Penang, Pontianak (Supadio), Shenzhen-Bao'an, Sibu, Singapour-Changi |
| Malaysia Airlines                    | Kota Kinabalu, Kuala Lumpur, Miri, Singapour-Changi En saison : Penang                                                                                                |
| Malaysia Airlines opéré par MASwings | Bintulu, Kota Kinabalu, Miri, Mukah (en), Mulu, Sibu, Trenton (Gibson County)                                                                                         |
| Malindo Air                          | Kuala Lumpur |
| Scoot                                | Singapour-Changi |
| Wings Air                            | Pontianak (Supadio) |

Édité le 17/06/2018

### Vols Cargo
| Compagnies            | Destinations                                        |
| --------------------- | --------------------------------------------------- |
| MASkargo              | Kota Kinabalu, Kuala Lumpur, Shanghai               |
| Transmile Air Service | Kota Kinabalu, Kuala Lumpur-Subang, Miri, Singapour |

## Trafic et statistiques

### Statistiques
| Position | Destinations           | Fréquence (hebdomadaire) |
| -------- | ---------------------- | ------------------------ |
| 1        | Kuala Lumpur           | 161                      |
| 2        | Sarawak, Miri          | 62                       |
| 2        | Sarawak, Sibu          | 48                       |
| 4        | Sarawak, Bintulu       | 38                       |
| 5        | Sabah, Kota Kinabalu   | 30                       |
| 6        | Johor, Johor Bahru     | 21                       |
| 7        | Sarawak, Mukah         | 21                       |
| 8        | Singapour              | 17                       |
| 9        | Penang                 | 10                       |
| 10       | Indonésie, Pontianak   | 9                        |
| 11       | Sarawak, Tanjung Manis | 7                        |
| 12       | Hong Kong              | 7                        |

## Immigration
L'état de Sarawak contrôle tout passager en provenance d'un autre état, y compris ceux de Malaisie péninsulaire et de Sabah.

## Transports
En dehors des taxis, l'aéroport n'est pas relié au centre-ville par les transports en commun. La gare routière de Kuching se situe à 2 kilomètres du site.